# 呉座勇一
呉座 勇一（ござ ゆういち、1980年〈昭和55年〉8月26日 - ）は、日本の歴史学者。専門は日本中世史。学位は、博士（文学）（東京大学）。ベストセラーとなった新書『応仁の乱 ― 戦国時代を生んだ大乱 ―』の著者。『応仁の乱』で書店新風賞 特別賞を、『戦争の日本中世史』で角川財団学芸賞を受賞。2025年4月より、国際日本文化研究センター研究部准教授（専任教員）。
日本史における陰謀論を検証してパターン化した『陰謀の日本中世史』や、戦国武将の評価やイメージの変遷を分析した『戦国武将、虚像と実像』も執筆。2020年刊行の講談社学習まんが『日本の歴史』では平安後期から応仁の乱までの監修を担当した。2019年には信州大学の教育研究に対する寄付という貢献により、紺綬褒章を受章している。
東京大学文学部、東京大学大学院人文社会系研究科、同「日本史学研究室」の出身。日本学術振興会特別研究員（DC1）、東京大学史料編纂所で日本学術振興会特別研究員（PD）、東京大学大学院人文社会系研究科 研究員、同総合文化研究科 学術研究員、立教大学兼任講師、国際日本文化研究センター客員准教授、同助教、同機関研究員、信州大学特任助教を歴任。

## 来歴・人物

### 生い立ち、学生時代
1980年に東京都で生まれ、1999年に海城高等学校を卒業。2003年3月に東京大学文学部を卒業。五味文彦や村井章介のゼミに所属していたといい、大学院進学後は日本史学研究室に所属し、村井の指導を受ける。秋山哲雄に誘われ、修士課程1年生の頃から歴史学研究会日本中世史部会の運営委員に加わったという。2005-2007年度に日本学術振興会特別研究員（DC1）に採択（テーマは「日本中世の一揆および中世後期東国社会の研究」）。2008年に東京大学大学院人文社会系研究科博士課程を単位取得退学する。

### 東京での研究員時代
2008-2010年度は東京大学史料編纂所の榎原雅治のもとで、日本学術振興会特別研究員（PD）を務める（研究テーマは「日本中世の地域社会における集団統合原理の研究 ― 国人一揆を中心として―」）。2011年6月、東京大学に博士論文『日本中世の地域社会における集団統合原理の研究 ― 領主の一揆を中心として ―』を提出し、博士（文学）の学位を取得する。2012年から東京大学大学院人文社会系研究科の教務補佐員、2013年からは同研究科の研究員を務める。
なお、以前から呉座はmixiを使用しており、2011年頃からはFacebookも使用していたという。2012年に出版した『一揆の原理』では、SNSと一揆の関連についても論じている。2014年3月24日には、荻上チキのラジオ番組『荻上チキ・Session-22』（TBSラジオ）の「Session袋とじ 知っているようで、知らない。リアル一揆！」の回に出演している。
2014年4月には東京大学大学院総合文化研究科の学術研究員となる。また、2014年から2017年まで立教大学文学部の兼任講師も務めた。2015年4月には国際日本文化研究センター（以下、日文研）の客員准教授となり、2016年7月には文部科学省の平成28年度「卓越研究員事業」で採択され、同年10月から日文研で任期付きの助教となる。

### 日文研や信州大での助教時代
2016年10月から日文研で任期付き助教になったことに伴い、京都に移住。同年に出版した『応仁の乱 戦国時代を生んだ大乱』（中公新書）は8か月で40万部を超えるベストセラーとなり、翌2017年9月30日には日本テレビの番組『世界一受けたい授業』の「3時限目【社会】空前の大ブーム! 実はグダグダだった「応仁の乱」」に出演した。2018年3月には角川新書『陰謀の日本中世史』を出版。本来は前書『応仁の乱』と同時期に執筆していたが、前書のヒットでメディア対応に追われ、遅れてしまったという。同書は同年8月には11万部を突破した。
また、2018年には科研費の若手研究に「戦後歴史学の史学史的研究―日本中世史研究の政治的性格を中心に―」のテーマで採択されている。一方で同年から信州大学の特任助教にも就任しており、2019年には同大学の教育研究に対する寄付という貢献により紺綬褒章を受章。NHK『英雄たちの選択』にも出演し、春日太一の有料配信「日本史よもやま話スペシャル」にも出演。『文藝春秋』2020年4月号では出口治明と対談し、同年刊行の講談社学習まんが『日本の歴史』では平安後期から応仁の乱までの監修を務めた。
2021年10月より日文研の機関研究員（非常勤）。大河ドラマ『鎌倉殿の13人』の時代考証は途中降板したが、同年11月には講談社現代新書『頼朝と義時 ― 武家政権の誕生 ―』を出版した。大河ドラマ放送中には講談社のサイトで『鎌倉殿の13人』を解説する「歴史家が見る『鎌倉殿の13人』」も連載した。2022年5月には『戦国武将、虚像と実像』を出版。同書では一般の人が戦国武将に持つイメージの実際を論じるとともに、評価やイメージがどのように変遷してきたかについて、同時代から近代・現代の史料を参照しながら分析した。
一方で論壇チャンネルことのはで河野有理と対談し、2022年8月には『フォーサイト』で対談記事が掲載された。同年10月には『武士とは何か』を出版。33人の武士の名セリフから武士の本質に迫り、「中世社会は自力救済社会」、徳川長期安定政権で武士の性質が変化したと指摘している。さらに2023年には『動乱の日本戦国史』を出版。長篠の戦いや桶狭間の戦いなど6つの合戦の実態に対し、最新の研究に基づいて解説した。同年11月には国際日本文化研究センター助教に就任。
2024年には弥助問題についてインタビューに応じたり、見解を発信。長岡市や長野市で川中島の戦いにおける戦略的評価について講演した。また、敗者の失敗から学ぶ意義に着目した『日本史 敗者の条件』も執筆。歴史上のリーダーを現場主義・プレーヤー型、サラリーマン社長型、オーナー社長型に分類して過程や教訓を分析した。2025年2月には小泉悠と「「復古主義者」としての信長とプーチン」のテーマで対談し、同年の『Voice』4月に対談記事が掲載された。

### 日文研での准教授時代
2025年4月より、国際日本文化研究センター研究部准教授（専任教員）、および信州大学 先鋭領域融合研究群 社会基盤研究所 特任助教。同年4月には扶桑社新書で『令和に生かす日本史』を出版する。

## 研究と活動

### 一揆の研究
呉座は松浦一揆を素材として従来の領主一揆像の再検討を進める。呉座の著書『一揆の原理』は反響を呼び、一般向けの書籍ながら「一揆契状」などに関する最新の研究成果を盛り込んでいた。呉座は一味神水の宗教的な観点からの先行研究を批判し、集団の同調圧力を指摘した。また、「一揆契状」の分析を行い、反体制運動などではなく、体制を認めた上での待遇改善運動だった点を指摘。「相手に降りかかってきた問題を自分の問題と考え、親身になって、その解決に協力する」「人のつながり」が一揆の本質と指摘した。
日本学術振興会特別研究員（DC1）として「日本中世の一揆および中世後期東国社会の研究」を、日本学術振興会特別研究員（PD）として「日本中世の地域社会における集団統合原理の研究 ― 国人一揆を中心として―」の研究を実施。博士論文『日本中世の地域社会における集団統合原理の研究 ― 領主の一揆を中心として ―』は『日本中世の領主一揆』として思文閣出版から出版され、 角川財団学芸賞を受賞している。

### 応仁の乱の研究
2016年10月に『応仁の乱 ― 戦国時代を生んだ大乱 ―』（中公新書）を出版。同書は一般書ながら最新の研究成果を踏まえて同時代の僧侶の視点から戦乱を描いたもので、斬新な構成や巧みな筆致と評価され、8か月で40万部を超えるベストセラーとなった。これによって日本国内で室町時代ブームが起こったと言われ、本書に刺激を受けたかのように峰岸純夫『享徳の乱』（講談社選書メチエ）、亀田俊和『観応の擾乱』（中公新書）などが出版された。
『応仁の乱 ― 戦国時代を生んだ大乱 ―』は、大和国の争乱を軸に応仁の乱を叙述していること、河内国の守護である畠山氏にも焦点を当てていること、大和国人達が興福寺の権威に頼って支配を勧めたことを保守的とする従来の見解を批判し、大和国を相対的な平和にした点を評価したことなどが特徴とされる。今谷明は家永遵嗣らの文正の政変に対する研究が活用されている点を指摘し、「読み応えがある」と評価した。
また、呉座は同書に「畠山義就の魅力は、軍事的才幹もさることながら、守護家に生まれた御曹司でありながら、権威を物ともせず、実力主義を貫く点にある」と記し、『応仁の乱 人物データファイル120』の特別解説では応仁の乱を「顔見知りの大名が権謀術数を巡らして駆け引きをするというもの」、「誰も状況を制御できなかったという「英雄不在」の戦乱」と表現した。

### 歴史問題への批判
『逆説の日本史』を著した井沢元彦に対し、呉座は井沢の著作を「学問的に正しくない」「歴史ファンタジー」と批判し、『週刊ポスト』誌上で論争を繰り広げた。また、2018年には小説家の百田尚樹が著した『日本国紀』を呉座は歴史学者として批判し、同書の監修を務めた久野潤とも論争を繰り広げた。呉座は同書に誤りが多いと指摘し、歴史学界で否定された古田武彦による倭の五王が九州王朝という説が採用されていることを例示している。
2018年に出版した『陰謀の中世史』では、日本史におけるおよそ20項目の陰謀論を検証し、陰謀論のパターンを紹介した。2020年には歴史修正主義や新しい歴史教科書をつくる会を批判する流れに位置づけられる『教養としての歴史問題』（前川一郎 編著、東洋経済新報社）に倉橋耕平や辻田真佐憲とともに共著者として加わり、国民的歴史学運動や網野善彦について論じている。
講演で「自分にとって都合の良い情報を疑ってかかり、自分の手で通説を確認してみることが大事」と語り、『日本経済新聞』のインタビューでは「歴史に限らず「唯一絶対の正解があり、そこに必ずたどり着ける」と考える人は多いが、現在の複雑な社会で、簡単に結論の出る問題はない。」「目的意識が先に立つと、歴史を見る目がゆがむ。」「自説の補強や正当化のために歴史をゆがめられては困る。」と述べている。

### NHKテレビでの活動
NHKの『英雄たちの選択』において、2016年5月に北条早雲を取り扱った回に中野信子や小和田哲男、瀧本哲史とともに出演した。2017年8月放送の応仁の乱についてのスペシャル番組にも、中野や井上章一、小谷賢とともに出演。翌2018年5月の楠木正成の回にも小谷や萱野稔人と出演した。同年10月にはNHK総合テレビジョン『歴史秘話ヒストリア』に亀田俊和と出演し、足利義満の回で解説を担当している。翌2019年2月の「プロが選ぶ！日本を変えた室町三大事件」にも亀田と出演し、同年9月の日野富子の回にも登場した。
2020年2月26日には、嘉吉の変を取り扱った『英雄たちの選択 選』「応仁の乱前夜 将軍暗殺!嘉吉の変 〜令和の京都で変革を語る〜」に井上とともに出演している。なお呉座は鍵付きアカウント（特定のフォロワーと呼ばれる関係者だけが閲覧可能な状態）でTwitterを利用していたが、2021年3月に不適切な投稿が発覚し、批判を受けて呉座は謝罪を表明。翌年放送予定の大河ドラマ『鎌倉殿の13人』の時代考証の降板を自ら願い出て、NHKも了承している。

## 受賞・栄典
- 2014年10月 - 角川財団学芸賞『戦争の日本中世史 ―「下剋上」は本当にあったのか ―』[11]
- 2017年12月 - 第52回書店新風賞 特別賞『応仁の乱 ― 戦国時代を生んだ大乱 ―』[12]
- 2018年12月 - 紺綬褒章[14][8][注 11]

## 著書

### 単著
- 『一揆の原理 ― 日本中世の一揆から現代のSNSまで ―』洋泉社、2012年9月、ISBN 978-4800300195。
  - 『一揆の原理』筑摩書房〈ちくま学芸文庫 コ 44-1〉、2015年12月、ISBN 978-4480096975。
- 『戦争の日本中世史―「下剋上」は本当にあったのか』新潮社〈新潮選書〉、2014年2月、ISBN 978-4106037399。
- 『日本中世の領主一揆』思文閣出版、2014年2月、ISBN 978-4784217212。
- 『応仁の乱 ― 戦国時代を生んだ大乱 ―』中央公論新社〈中公新書 2401〉、2016年10月、ISBN 978-4121024015。
  - 『应仁之乱』四川文艺出版社、2020年2月、ISBN 9787541156021。- 康昊 訳[112]
- 『陰謀の日本中世史』KADOKAWA〈角川新書 K-196〉、2018年3月、ISBN 978-4040821221。
  - 『古代日本的战争与阴谋 从源平争霸到关原合战』廣東旅游出版社、2020年9月、ISBN 9787557023010。- 姫晓鹏 訳[113]
- 『日本中世への招待』朝日新聞出版〈朝日新書 749〉、2020年2月、ISBN 978-4022950574。
- 『頼朝と義時 ― 武家政権の誕生 ―』講談社〈講談社現代新書 2636〉、2021年11月、ISBN 978-4065261057。
- 『戦国武将、虚像と実像』KADOKAWA〈角川新書 K-392〉、2022年5月、ISBN 978-4040824000。
- 『武士とは何か』新潮社〈新潮選書〉、2022年10月、ISBN 978-4106038907。
- 『動乱の日本戦国史 ― 桶狭間の戦いから関ヶ原の戦いまで ―』朝日新聞出版〈朝日新書 921〉、2023年9月、ISBN 978-4022952349。
- 『日本史 敗者の条件』PHP研究所〈PHP新書〉、2025年1月、ISBN 978-4569858456。
- 『令和に生かす日本史』扶桑社〈扶桑社新書 531〉2025年5月、ISBN 9784594099701。

### 共書
- 『戦乱と民衆』講談社〈講談社現代新書 2488〉、2018年8月、ISBN 978-4065122181。
- 『明智光秀と細川ガラシャ』井上章一、フレデリック・クレインス、郭南燕 共著、筑摩書房〈筑摩選書〉2020年3月、ISBN 978-4480016959。
- 『教養としての歴史問題』前川一郎 編著、倉橋耕平、辻田真佐憲 共著、東洋経済新報社、2020年8月、ISBN 978-4492062135。
「「自虐史観」批判と対峙する」147-181頁。「「日本人」のための「歴史」をどう学び、教えるか」213-248頁。
- 『教養としての文明論』與那覇潤 共著、ビジネス社、2024年5月、ISBN 978-4828426273。
- 『室町アンダーワールド』垣根涼介、早島大祐、家永遵嗣 共著、宝島社〈宝島社新書〉、2025年1月、ISBN 978-4299063106。

### 分担執筆・対談・解説
（分担執筆）
- 「白河結城文書の一揆契状」『中世東国武家文書の研究 ― 白河結城家文書の成立と伝来 ―』村井章介 編、高志書院、2008年5月、ISBN 978-4862150400。
- 「領主の一揆と被官・下人・百姓」『「人のつながり」の中世』山川出版社〈史学会シンポジウム叢書〉、2008年11月、ISBN 978-4634523562
- 「室町の「政事」と一揆」『画期としての室町 ― 政事・宗教・古典学 ―』前田雅之 編、勉誠出版、2018年10月、ISBN 978-4585222194。
- 「戦国の動乱と一揆」『中世史講義』高橋典幸 編、筑摩書房、2019年1月、217-232頁、ISBN 978-4480071996。
- 「「色川文書」所収の忠義王文書に関する一考察」『熊野水軍小山家文書の総合的研究』神奈川大学日本常民文化研究所・神奈川大学国際常民文化研究機構 編、神奈川大学日本常民文化研究所〈神奈川大学日本常民文化研究所調査報告 第29集〉、2021年3月、115-129頁、ISBN 978-4908053184。
- 「在地領主法 ―「領主制論」的視角の成果と限界」『室町・戦国時代の法の世界』松園潤一朗 編、吉川弘文館、2021年7月、ISBN 978-4642083973。
- 「「土一揆」は、中世社会における「訴訟」行為だった」『「室町殿」の時代 ― 安定期室町幕府研究の最前線 ―』久水俊和 編、山川出版社、2021年12月、ISBN 978-4634152083。
- 「宣伝される大衆僉議―中世一揆論の再構築」荒木浩 編『古典の未来学 Projecting Classicism』文学通信、2020年、ISBN 978-4909658395。

（対談）
- 呉座勇一・出口治明 対談「中世を学べば現代がわかる」『0から学ぶ「日本史」講義（中世篇）』出口治朗 著、2019年6月、文藝春秋. ISBN 978-4163910352。
- 呉座勇一・與那覇潤 対談「書き直される日本中世史 ― 義経・後醍醐・信長の実像 ―」『歴史がおわるまえに』與那覇潤 著、亜紀書房、2019年9月、19-42頁、ISBN 978-4750516103[114]。

（特別解説）
- 「特別解説 応仁の乱を駆け引きで生き抜いた武将にこそ現代人が学ぶべきヒントがある！」『応仁の乱 人物データファイル120』応仁の乱研究会 編、2017年7月、4-5頁、ISBN 978-4062207256。

### 編書
- 『南朝研究の最前線 ここまでわかった「建武政権」から後南朝まで』洋泉社〈歴史新書y 061〉、2016年7月、ISBN 978-4800310071[注 12]。
  - 『南朝研究の最前線 ここまでわかった「建武政権」から後南朝まで』呉座勇一編、朝日新聞出版〈朝日文庫 に16-2〉、2020年11月、ISBN 978-4022620347。

### 監修
- 『源平の争乱 ― 平安後期〜鎌倉時代初期 ―』神宮寺一 漫画、講談社〈日本の歴史 講談社学習まんが 6〉、2020年6月、ISBN 978-4065143919。
- 『モンゴル軍の来襲 ― 鎌倉時代 ―』神宮寺一 漫画、講談社〈日本の歴史 講談社学習まんが 7〉、2020年7月、ISBN 978-4065143926。
- 『ふたつの朝廷 ― 南北朝時代 ―』咲香里 漫画、講談社〈講談社学習まんが 日本の歴史 8〉、2020年7月、ISBN 978-4065143933。
- 『応仁の乱 ― 室町時代 ―』飛鳥あると 漫画、講談社〈講談社学習まんが 日本の歴史 9〉、2020年7月、ISBN 978-4065143940。
- 『まんがでサクッと日本史 ― 1偉人1分 ―』石蕗永地 漫画、講談社、2020年12月、ISBN 978-4065216927。

## その他の著作

### 学位論文
- 『日本中世の地域社会における集団統合原理の研究 ― 領主の一揆を中心として ―』東京大学〈博士学位論文（甲第27348号）〉、2011年6月16日、NAID 500000566600。

### エッセイ・寄稿
- 「共感の人物史」『日文研』第56巻、2016年3月、19-24頁。
- 「史料を読むということ」『日文研』第62巻、2019年3月、48-51頁。
- “通説と思いつきの同列やめて”. 呉座勇一の歴史家雑記. 朝日新聞デジタル. (2018年12月11日). 2022年2月20日(UTC)閲覧。
- “歴史学にロマンはいらない”. 呉座勇一の歴史家雑記. 朝日新聞デジタル. (2019年3月26日). 2022年2月20日(UTC)閲覧。
- “武将のイメージは「描かれ方」次第、江戸時代に称賛されていた家康の「謀略」”. JBpress. 2022年6月7日(UTC)閲覧。

### 連載記事
- 「呉座勇一の歴史家雑記」『朝日新聞』朝日新聞社[115]
- 「名ゼリフで読み解く日本史」『考える人』新潮社[116]
- 「戦国武将、虚像と実像」『カドブン』KADOKAWA[117]
- 「歴史家が見る『鎌倉殿の13人』」『講談社現代新書』[118]
- 「呉座式 日本史フルネス」『SPA!』[119]
- 「争乱の日本中世史」『一冊の本』（第27巻第11号、2022年11月[120] - 第28巻第2号、2023年2月[121]）

（言論・書評・解説）
- “呉座 勇一”. アゴラ 言論プラットフォーム. アゴラ研究所. 2022年10月2日(UTC)閲覧。
- “呉座勇一さんの書評”. 好書好日. 朝日新聞社. 2022年10月2日(UTC)閲覧。
- “呉座勇一. webゲンロン. ゲンロン 2023年4月29日(UTC)閲覧。
- “呉座 勇一（ござ・ゆういち）”. PRESIDENT Online. プレジデント社 2023年5月12日(UTC)閲覧。

## 主なテレビ出演
- NHK BSプレミアム『英雄たちの選択』
  - 2016年5月19日「ルールを破れ！戦国ベンチャー～北条早雲 下剋上成功の秘密～」[45]。
  - 2017年8月3日「まさかまさかの応仁の乱！もうどうにも止まらない11年戦争」[46]。
  - 2018年5月31日「楠木正成は悲劇の忠臣か」[47]。
  - 2020年2月26日「応仁の乱前夜 将軍暗殺!嘉吉の変 〜令和の京都で変革を語る〜」[48]。
- NHK総合テレビジョン『歴史秘話ヒストリア』
  - 2018年10月27日「黄金の室町時代 最新研究 足利義満」[105]。
  - 2019年2月21日「プロが選ぶ！日本を変えた室町三大事件」[106][107]。
  - 2019年9月18日「私はなぜ悪女になったのか 最新研究 日野富子」[108][109]